# Frederick Morgan Taylor
Morgan Taylor (Estados Unidos, 17 de abril de 1903-16 de febrero de 1975) fue un atleta estadounidense, especialista en la prueba de 400 m vallas en la que llegó a ser campeón olímpico en 1924.

## Carrera deportiva
En los JJ. OO. de París 1924 ganó la medalla de oro en los 400 metros vallas, superando al finlandés Erik Wilén y a su compatriota el también estadounidense Ivan Riley.
Ocho años después, en los JJ. OO. de Los Ángeles 1932 ganó la medalla de bronce en la misma prueba, con un tiempo de 52.0 segundos, llegando a meta tras el irlandés Bob Tisdall (oro con 51.8 segundos) y el también estadounidense Glenn Hardin (plata con 51.9 s).